# Condotta (scuola)
La condotta scolastica è il termine con cui in Italia si fa riferimento al comportamento dello studente in ambito scolastico. Secondo alcuni la condotta è un comportamento motivato, da valutare secondo norme etiche, mentre il comportamento è il modo generico dello studente di rispondere agli stimoli dell'ambiente scolastico. Nel linguaggio comune, tuttavia, i due termini sono usati come sinonimi. Nella letteratura internazionale il comportamento, inteso come «responsabilità e autonomia», è una dimensione dei risultati di apprendimento definiti nel Quadro europeo delle qualificazioni; inoltre viene associato o identificato con la competenza chiave di cittadinanza presente nei curricola di molti Paesi, tra cui l'Italia e, in generale, alle competenze, connesse con la cultura democratica. Il voto sul comportamento, in quanto indicatore di abilità non cognitive, può anche rappresentare un criterio di selezione nel mercato dell’apprendistato. La condotta in Italia, come in altri Paesi, dal 2008 è oggetto di specifica vaIutazione nella scuola secondaria; se insufficiente, la valutazione del comportamento nella secondaria di secondo grado condiziona gli esiti dell'anno scolastico con la non ammissione dello studente all'anno successivo e agli esami.

## Caratteristiche

### Descrizione del comportamento scolastico
Tradizionalmente alla scuola è stato affidato il ruolo di controllare e di valutare il comportamento degli studenti, la cui gestione è delegata alle singole istituzioni scolastiche. Nelle norme il comportamento è inteso, in generale, come capacità dello studente di vivere con gli altri, attraverso indicatori quali, ad esempio, il rispetto del regolamento interno, la partecipazione alla vita dell’istituto, la solidarietà e la mutua fiducia, la volontà degli studenti di cooperare, la sincerità, il rispetto degli altri, il coinvolgimento, la valorizzazione delle differenze, il rifiuto del bullismo, delle molestie e della violenza, la partecipazione alla vita scolastica, il sostegno al benessere degli altri, il conseguimento di attestati della scuola su temi relativi alla sicurezza e alla salute.
Nel comportamento si considera inoltre la dimensione tipicamente scolastica, alla quale fanno riferimento indicatori quali, ad esempio, la presenza e la puntualità, il lavoro in classe degli studenti, la diligenza o l'impegno nel lavoro scolastico, la motivazione, l’impegno e la resilienza nelle situazioni difficili.

#### Soggettività e variabilità nelle definizioni della condotta
La soggettività interpretativa rende problematico l’approccio al comportamento da parte della scuola. Per la mancanza di definizioni univoche «i contenuti della valutazione del comportamento sono […] spesso dibattuti sulla base di sensazioni viscerali piuttosto che su prove empiriche». Questa osservazione, che emerge da varie ricerche, trova riscontro in una delle motivazioni addotte dal Ministero francese per spiegare la soppressione del voto in condotta (note de vie scolaire) in Francia, nel 2014: «Interpretato in vari modi, non consente di stabilire una valutazione riconosciuta da tutti in modo altrettanto chiaro ed equo". I giudizi sul comportamento, in quanto fortemente dipendenti dal contesto, sarebbero comunque difficilmente comparabili.
L’ambiguità interpretativa del comportamento può implicare problemi di equità nella valutazione: ad esempio, dalle ricerche risulta che i giudizi degli insegnanti in merito all’applicazione allo studio di uno studente o a qualsiasi altro comportamento soggetto a interpretazione, possono essere «offuscati dal background dei docenti e da pregiudizi verso la razza, la classe o il genere». Dalla mancanza di oggettività nei giudizi potrebbero derivare effetti demotivanti sull’apprendimento e sul comportamento degli stessi studenti che potrebbero «sentirsi trattati ingiustamente» nel ricevere la valutazione. 

### Comportamenti sfidanti a scuola
Nei documenti scolastici i comportamenti sono considerati in relazione alla didattica, nella loro manifestazione esteriore, in particolare quando essi creano difficoltà per le quali si rende necessario prendere decisioni: si fa riferimento a quelli che in letteratura sono chiamati "comportamenti sfidanti". Tali disturbi non sono facilmente definibili, classificabili e diagnosticabili anche a causa della varietà del loro manifestarsi, della diversità delle definizioni e della loro percezione da parte dei professionisti della scuola. Le ricerche a tal proposito suggeriscono di individuare, con prudenza, i confini tra comportamenti scorretti legati a situazioni contingenti e disturbi di comportamento quali, ad esempio, i disturbi della condotta, contraddistinti da aggressività e gravi violazioni delle regole, con effetti su chi circonda lo studente, sulle vittime e sullo stesso autore del reato; il disturbo oppositivo provocatorio, che corrisponde a un insieme di comportamenti persistenti, negativistici, ostili o provocatori; il disturbo di disattenzione, impulsività e iperattività (ADHD).

### Comportamento e competenze
L’approccio all’apprendimento di competenze, intese come «comprovata capacità di utilizzare conoscenze, abilità e capacità personali, sociali e/o metodologiche in situazioni di lavoro o di studio e nello sviluppo professionale e personale», non si limita all'ambito esclusivamente cognitivo.  In tal senso la stessa «valutazione degli apprendimenti disciplinari passa necessariamente attraverso la valutazione dei comportamenti», estendendosi l'apprendimento al piano delle competenze chiave, in particolare, quella di cittadinanza, e la competenza personale, sociale e capacità di imparare a imparare.
Definire il comportamento come competenza implica il superamento di una concezione esclusivamente innatistica di questo: pur ammettendo una componente genetica, si viene a pensare che esso possa essere modificato, diventando quindi oggetto di apprendimento.
Nel documento dedicato alla competenza di cittadinanza da parte di UNESCO viene individuato l'ambito di «apprendimento comportamentale",  inteso come "condotta, azioni, applicazione pratica e impegno". L’apprendimento comportamentale è indicato come complementare all’ambito "cognitivo (competenze di conoscenza e di ragionamento necessarie per meglio comprendere il mondo e le sue complessità)  e all’ambito "socio-emotivo (valori, atteggiamenti e competenze sociali che consentono di svilupparsi affettivamente, fisicamente e dal punto di vista psico-sociale e di vivere assieme agli altri in condizioni di pace e rispetto)".  Nel considerare l’aspetto della valutazione della competenza di cittadinanza, si sottolinea l’importanza di prendere in esame, oltre alla conoscenza dei fatti da parte dei discenti, anche la valutazione delle competenze, dei valori e degli atteggiamenti. 

#### Comportamento e competenze di cittadinanza nella scuola italiana
Il legame del comportamento con le competenze di cittadinanza è evidenziato nelle norme scolastiche italiane dei primi decenni del XXI secolo. Nel Regolamento sulla valutazione del 2009 il comportamento viene descritto come «coscienza civile basata sulla consapevolezza che la libertà personale si realizza nell'adempimento dei propri doveri, nella conoscenza e nell'esercizio dei propri diritti, nel rispetto dei diritti altrui e delle regole che governano la convivenza civile in generale e la vita scolastica in particolare». Diversamente dalla Francia, che elimina il voto in condotta osservando che: «i comportamenti […] presi in considerazione dal voto di condotta sono presenti nelle competenze "sociale e civica" e "autonomia e iniziativa",  l’Italia mantiene il voto di condotta in decimi per la scuola superiore, mentre, dal 2017, lo trasforma in giudizio nella secondaria di primo grado, quando nella stessa norma, il D.Lgs. 62/2017, si afferma, per il primo ciclo, che «la valutazione del comportamento si riferisce allo sviluppo delle competenze di cittadinanza». L’affermazione di questo principio non sembra essere stata presa in considerazione in un provvedimento successivo, del 2019, che prevede l’insegnamento dell'educazione civica trasversale alle discipline, evidenziandone piuttosto la dimensione cognitiva, con l'assegnazione del voto in decimi per tutto il percorso scolastico. 

#### Comportamento e abilità non cognitive
Come riconoscimento dell'aumento dell’importanza delle «soft skills» nell’ambiente professionale e per la crescente pressione di aziende e organizzazioni, anche sulla spinta di un progetto condotto nelle scuole con l’aiuto di aziende come DaimlerChrysler, nel 2007 in Germania, è stato ripristinato il voto di condotta. La valorizzazione del comportamento corrisponde al rinnovato risalto attribuito da economisti e psicologi alle abilità non cognitive, complementari alle abilità cognitive tradizionalmente oggetto specifico dell'azione della scuola: «perseveranza («grinta»), coscienziosità, autocontrollo, fiducia, attenzione, autostima e autoefficacia, resilienza alle avversità, apertura all’esperienza, empatia, umiltà, tolleranza delle diverse opinioni e capacità di impegnarsi produttivamente nella società, che vengono valorizzati nel mercato del lavoro, nella scuola e nella società in generale.» Recenti ricerche hanno costruito una tassonomia relativamente ben accettata delle abilità non cognitive chiamata Big Five, con l’acronimo OCEAN, che sta per: Openness to Experience [apertura all’esperienza], Conscientiousness  [coscienziosità ], Extraversion [estroversione], Agreeableness [amicalità] e Neuroticism [nevroticismo]".

### La valutazione del comportamento in Europa
Il contenimento di comportamenti dirompenti nelle scuole, in particolare a partire dagli ultimi anni del Novecento, rappresenta per molti Paesi un problema che molti pensano di poter fronteggiare attraverso il voto in condotta, distinto dalla valutazione delle conoscenze e inteso come giudizio sintetico assegnato al comportamento dello studente a conclusione di un periodo scolastico.
In Europa,  la valutazione del comportamento è in uso ad esempio, oltre che in Italia, in Norvegia, in Polonia, in Svizzera, a seconda del Cantone, in Austria, nella Repubblica Ceca, in Ungheria, in Germania. In alcuni casi tale valutazione a fine anno scolastico condiziona la prosecuzione dello studente nella classe successiva, come accade, ad esempio in Italia o in Austria; in Polonia non è ammesso all'anno successivo chi per due anni consecutivi ha ricevuto una valutazione insufficiente. Nel 2016 nel cantone di Zurigo, in Svizzera, il voto in condotta è stato dichiarato vincolante ai fini della promozione degli studenti alle scuole superiori.
In Svezia invece, nel 2019, a fronte di una proposta del Riskdag per reintrodurre la valutazione del comportamento nelle scuole, l'Associazione degli insegnanti svedesi si è mostrata critica, temendo effetti negativi. In Grecia, alla fine di ogni trimestre e quando i voti sono stati finalizzati e registrati, i genitori ricevono un rapporto sui progressi individuali e sono informati sul rendimento, sulla diligenza, sulla frequenza e sul comportamento degli studenti. 
Nel 2014 la Francia ha abrogato il voto in condotta per la sua inefficacia nella  “vita scolastica”, soprattutto nelle situazioni più difficili.

## Storia
La rilevanza della condotta nel processo di apprendimento-insegnamento emerge come dato storico nelle pratiche scolastiche e nelle disposizioni normative di numerosi Paesi.
L’incidenza negativa della condotta degli studenti sulla didattica spinge ad esempio, nei primi decenni del XIX secolo, il prof. George Wilson della Canandaigua Academy, nello stato di New York, a cercare la collaborazione dei genitori, preoccupato, come i suoi colleghi, del «disimpegno, disinteresse e riluttanza a sostenere gli insegnanti nelle controversie disciplinari. Invia loro, per questo, comunicazioni settimanali informali (report cards) sulla puntualità, sul comportamento e sulle valutazioni dell’allievo. Questa soluzione voleva essere l’alternativa alle punizioni corporali, molto diffuse nelle scuole di molti Paesi del XIX e XX secolo.
Nelle scuole vittoriane del Regno Unito, ad esempio, il controllo del comportamento è estremamente severo, anche per la necessità di gestire classi estremamente numerose, in aule molto grandi da parte di un solo insegnante, al quale era riconosciuto il diritto di agire in loco parentis. Il controllo del comportamento, con le conseguenti punizioni corporali, era concepito come dimensione essenziale della crescita di un figlio, anche per l’influenza delle credenze religiose (Proverbi 13:24): «Chi risparmia la verga odia suo figlio, ma chi lo ama è diligente nel disciplinarlo». Una rigida disciplina a scuola li avrebbe preparati per una vita in campagna, in fabbrica, o a casa.
Si basa essenzialmente sul «principio pedagogico tradizionale del premio e del castigo» la gestione della disciplina prevista dalla riforma della scuola austroungarica, del 1778: «si devono introdurre in ogni classe il libro del disonore, e il libro dell’onore, oltre di questo si dee anche determinare un certo proprio luogo del disonore e vergogna per separare coloro, che meritano d'essere castigati».

### La condotta nella storia della scuola italiana
In Italia la punizione corporale veniva vietata già nel regolamento scolastico attuativo della Legge Casati del 1860, dove all’art. 98 si proibivano ai maestri «le parole ingiuriose, le percosse, i segni di ignominia, le pene corporali, come il costringere a star ginocchioni o colle braccia aperte». Si elencavano qui, inoltre le possibili tipologia di punizione, di progressiva gravità, riprese nelle successive norme, come il Regio Decreto n. 653 del 4 maggio 1925 che, in merito alle punizioni disciplinari, all’art. 19, capo III, infliggeva punizioni disciplinari «agli alunni che manchino ai doveri scolastici, od offendano la disciplina, il decoro, la morale, anche fuori della scuola, […] secondo la gravità della mancanza: a) ammonizione privata o in classe; b) allontanamento dalla lezione; c) sospensione dalle lezioni per un periodo non superiore ai cinque giorni; d) sospensione fino a quindici giorni; e) esclusione dalla promozione senza esame o dalla sessione di primo esame; f) sospensione fino al termine delle lezioni; g) esclusione dallo scrutinio finale e da entrambe le sessioni di esame; h) espulsione dall'istituto; i) espulsione da tutti gli istituti del Regno».
Il comportamento dello studente, in termini di «contegno dell'alunno in classe e fuori di classe», «frequenza, salvo il caso di assenze giustificate» e «diligenza», incideva anche sulla valutazione: al quinto capo, art. 78, il Regio Decreto del 1925 prevedeva che la condotta dell'alunno fosse soggetta alla valutazione in decimi, come le altre discipline (art. 79): per l'ammissione al successivo anno scolastico, era necessario un voto minimo in condotta di 8/10, negli scrutini senza esame, e di 6/10 per l'ammissione agli esami di qualsiasi tipologia.
Nel 1977 il voto di condotta fu eliminato per la scuola elementare e media, quindi ripristinato nel 1994, con il D. Lgs. 297/94, T.U. sull’istruzione; successivamente, con l'approvazione dello Statuto delle Studentesse e degli Studenti delle scuole secondarie, valido dal 24 giugno 1998, e del Regolamento sull'autonomia scolastica, D.P.R. 257/1999, la disposizione trattante il conseguimento di un voto minimo fu abrogata.  Venne tuttavia ripristinata dal D.Lgs. n. 137 del 1º settembre 2008, con il quale si è stabilito, in continuità con le norme precedenti, che la condotta rientra nella medesima scala di valutazione adottata per le altre discipline: espressa in forma di numero (con la sufficienza stabilita in 6/10) viene conteggiata nella media finale.
Nei successivi provvedimenti, il D.P.R. 122/2009 e il D.Lgs. 62/2017, si precisano le finalità della condotta legate allo «sviluppo delle competenze di cittadinanza»: nel 2017 il voto sul comportamento nella scuola secondaria di primo grado viene sostituito da «un giudizio sintetico», mentre nella scuola secondaria di secondo grado rimane il voto numerico in decimi.
Nel 2024, nell’ambito della riforma varata dal ministro Giuseppe Valditara, il voto in condotta viene reintrodotto nella scuola secondaria di primo grado, mentre nelle scuole superiori la sufficienza stabilita è di 7 decimi. L’ottenimento del 5 nella condotta causa la non ammissione all’anno successivo mentre il 6 la sospensione in giudizio (solo nelle secondarie di secondo grado). Inoltre nei casi di sospensioni per motivi gravi o di durata superiore ai 2 giorni si prevedono attività volte alla rieducazione degli studenti sanzionati. La riforma è stata accolta con soddisfazione dall'Associazione Nazionale Presidi, mentre è stata criticata come autoritaria da organizzazioni studentesche.